# هشام زروالی
هشام زروالی (عربی: هشام زروالي؛ ۱۷ ژانویهٔ ۱۹۷۷ – ۵ دسامبر ۲۰۰۴) بازیکن فوتبال اهل مراکش بود.
از باشگاه‌هایی که در آن بازی کرده‌است می‌توان به باشگاه فوتبال ارتش سلطنتی مراکش، باشگاه فوتبال الفتح، باشگاه فوتبال النصر عربستان سعودی، و باشگاه فوتبال آبردین اشاره کرد.
وی همچنین در تیم ملی فوتبال مراکش بازی کرده‌است.